# Tar (groupe)
Pour les articles homonymes, voir Tar.
Tar est un groupe de rock indépendant américain, originaire de Chicago, dans l'Illinois. Il est actif entre 1988 et 1995.

## Biographie
Le précurseur de Tar est un groupe de punk hardcore appelé Blatant Dissent, qui s'est formé à DeKalb, Illinois, où le chanteur et guitariste John Mohr et le batteur Mike Greenlees ont étudié à la Northern Illinois University. Mohr et Greenlees de Tar sont rejoints par le bassiste Tim Mescher (seulement jusqu'en 1991 et qui a aussi joué au sein de Snailboy), le bassiste Tom Zaluckyj et le guitariste Mark Zablocki. Zaluckyj et Mohr jouent d'un instrument unique fait d'aluminium et créé par Ian Schneller de Specimen Products.
Le groupe publie ses albums chez Amphetamine Reptile et Touch and Go Records avant de se séparer en 1995. Durant sa carrière, le groupe compte un total de quatre singles, quatre albums, deux EP, et contribuent à deux chansons et six compilations et split singles. Le groupe tourne à l'échelle nationale et internationale avec des groupes comme Jawbox, Arcwelder, et the Jesus Lizard. En 1994, le groupe prend la décision de se séparer après un dernier album. Over and Out est écrit et enregistré en l'espace d'un an, produit par le groupe et mixé par Steve Albini et Bob Weston, puis publié en 1995.
Tar se réunit pour une performance au festival PRF BBQ à Chicago, en 2012, et un an plus tard, en 2013 en ouverture pour Shellac au Lincoln hall de Chicago. En 2013, une compilation double-vinyle intitulée 1988-1995 est publiée par le Chunklet Magazine, limitée à 150 copies de couleur or.

## Membres
- Mike Greenlees
- John Mohr
- Mark Zablocki
- Tom Zaluckyj

## Discographie

### Albums studio
- 1989 : Handsome EP/12" (Amphetamine Reptile Records)
- 1990 : Roundhouse LP/CD (Amphetamine Reptile Records)
- 1991 : Jackson LP/CD (Amphetamine Reptile Records)
- 1993 : Clincher EP/CDEP (Touch and Go Records)
- 1993 : Toast LP/CD/Picture Disc (Touch and Go Records)
- 1995 : Over and Out LP/CD (Touch and Go Records)

### Singles
- 1988 : Play To Win b/w Mel's 7" (No Blow Records)
- 1989 : Flow Plow b/w Hand 7" (Amphetamine Reptile Records)
- 1991 : Solution 8 b/w Non-Alignment Pact 7" (Amphetamine Reptile Records)
- 1992 : Static split 7" avec Jawbox (Touch and Go Records/ Dischord Records)
- 1992 : Teetering b/w The In Crowd 7" (Touch and Go Records)